# Due vite, un destino
Due vite, un destino è una miniserie televisiva italiana del 1993, diretta da Romolo Guerrieri e tratta dal romanzo L'uomo esterno di Alan D. Altieri.

## Trama
Dopo l'uccisione del giudice Varzi, il suo amico Luca Calarno, commissario di polizia, prosegue le indagini contro i fratelli Francesco e Salvatore Della Croce proteggendo il contabile Gaetano Mazara che deve testimoniare al processo nei loro confronti. I Della Croce tentano inutilmente di ucciderlo mandando dei sicari che non riescono nel compito: per questo David, reduce della guerra del Vietnam che vive a Santa Monica, viene contattato dal colonnello Aller, che si è infiltrato nell'organizzazione del trafficante di droga Frank Argento, per recarsi in Italia e uccidere Gaetano in missione per conto del Governo. L'uomo accetta dato che necessita un'ingente somma di denaro per le curare la moglie. Giunto a Milano, David riceve istruzioni su come uccidere il contabile durante il processo contro i Della Croce, e rischia di essere catturato dal commissario Calarno che lo pedina. Stranamente, anche se Luca viene catturato, David lo libera lasciandolo andare e facendogli capire di essere dalla stessa parte. Il giorno del processo, David, travestito da poliziotto, immobilizza il commissario che aveva notato una presenza sospetta e uccide Gaetano prima che testimoni contro i Della Croce. All'uscita del tribunale, David rischia di essere ucciso dagli uomini mandati dai Della Croce ma, pur rimanendo ferito, riesce a sfuggirvi, uccidendo Salvatore. Per trovare riparo, ferma un'auto con sopra Livia facendola condurre nella sua casa per farsi medicare: presto tra i due sorge un rapporto affettivo.
Durante le indagini, Luca scopre che è stato Bellotti, giornalista che lo aveva criticato in alcuni suoi articoli, ad agevolare l'uccisione del contabile: l'uomo però poco dopo viene ucciso per evitare che confessi. Per vendicare la morte del fratello, Salvatore chiede a Frank di uccidere David: il colonnello Aller che aveva consigliato l'uomo come sicario si reca perciò in Italia. Il colonnello arriva in Italia e incontra Victor, braccio destro dei Della Croce, per proporgli di mettere contro Francesco e Frank, facendoli uccidere da David a cui è stato fatto credere di lavorare per il Governo. Aller ordina a David di uccidere Argento rivelandogli i progressi fatti dalla moglie: con una telefonata fatta all'ospedale in cui è ricoverata scopre che è morta. Compreso l'inganno nei suoi confronti, David trova il commissario e gli rivela il piano di Aller; subito dopo i due rischiano di essere uccisi dai sicari dei Della Croce ma riescono ad ucciderli. Victor convince anche Carmine ad allearsi con lui per mettersi in società e uccidere David dopo che avrà ucciso Francesco e Argento. Frank arriva in Italia e fa visita nella villa dei Della Croce: qui a causa di Carmina scoppia una sparatoria in cui intervengono anche David e il commissario che si erano nascosti in attesa dell'evento. David muore salvando la vita al commissario che rischiava di essere ucciso da Salvatore che poi viene ucciso da Colorno.